# Robert Crais
Robert Crais (ur. 20 czerwca 1953 w Baton Rouge) – amerykański autor powieści sensacyjno-kryminalnych.

## Życiorys
Crais urodził się w Baton Rouge w stanie Luizjana. W 1976 przeprowadził się do Hollywood, gdzie zaczął pracę jako scenarzysta seriali i filmów telewizyjnych. Pisał scenariusze m.in. do Policjantów z Miami oraz Strefy mroku. W 1980 przestał pisać scenariusze i podjął się pisania powieści. Obecnie Crais mieszka w Kalifornii wraz z rodziną.

### Cykl Elvis Cole/Joe Pike
- 1987 The Monkey's Raincoat
- 1988 Stalking the Angel
- 1992 Lullaby Town
- 1993 Free Fall
- 1995 Voodoo River
- 1996 Sunset Express
- 1997 Indigo Slam
- 1999 Requiem dla Miasta Aniołów (L. A. Requiem)
- 2003 Ostatnie dochodzenie (The Last Detective)
- 2005 Zapomniany człowiek (The Forgotten Man)
- 2007 Opiekun (The Watchman)
- 2008 W pogoni za ciemnością (Chasing Darkness)
- 2010 Pierwsza zasada (The First Rule)
- 2011 Strażnik (The Sentry)
- 2012 Uprowadzeni (Taken)
- 2014 The Promise
- 2017 The Wanted

### Pozostałe powieści
- 2000 Anioł zniszczenia (Demolition Angel)
- 2001 Osaczony (Hostage)
- 2006 Zasada dwóch minut (The Two Minute Rule)
- 2013 Suspect

## Adaptacje filmowe
W 2005 powstał film Osaczony z Bruce’em Willisem w roli głównej na podstawie powieści o tym samym tytule.